# Альмурат, Нургиса Альмуратович
Альмурат Нургиса Альмуратович (каз. Нұрғиса Әлмұрат Әлмұратұлы; род. 22 августа 1987; Алматинская область) — казахстанский кинорежиссёр, актер, сценарист.

## Биография
Нургиса Альмуратулы Альмурат родился 22 августа 1987 года в Алматинской области.
Окончил Алматинскую среднюю школу № 172 имени Шокана Уалиханова.
В 2009 году окончил театральный факультет имени Т. К. Жургенова (КазНАИ) по специальности актер театра и кино.
В 2015 году окончил магистратуру кино факультета имени Т. К. Жургенова (КазНАИ) по специальности режиссура кино.

## Кинокарьера
В 2015 году снял сериал «Тандау», телеканал Казахстан режиссёр постановщик.
В 2016 году снял сериал «Жибек», телеканал Астана режиссёр постановщик.
В 2016—2017 годах снял сериал «Жибек 2», телеканал Астана режиссёр постановщик.
В 2017 году снял сериал «Асыл Арман», телеканал Астана режиссёр постановщик (получил премию Тумар за лучший сериал года).
В 2018 году снял сериал «Шырагым», телеканал Казахстан режиссёр постановщик (сериал был продан на трансляцию в Индонезии).
В 2020—2021 годах снял международный исторический проект, Турция совместно с Республикой Узбекистан «Mendirman Jaloliddin» режиссёр постановщик.